# Вилијам Греј Волтер
Вилијам Греј Волтер (енгл. William Grey Walter; Канзас Сити, 19. фебруар 1910 — , 6. мај 1977) је био познати британски неуропсихолог и један од пионира роботике. Усавршио је електроенцефалограф машину, доказао присуство више разних врста можданих таласа, и унаприједио психофизиолошко схватање рада мозга и нервног система. Најпознатији је по конструисању једног од првих аутономних робота и теоретском раду на пољу роботике.

## Биографија
Волтер је рођен у Канзас Ситију (САД) 1910. године. Године 1915. је дошао у Енглеску заједно са родитељима и завршио је Краљевску вишу школу у Кембриџу (King's College, Cambridge) 1931. Пошто није успио да добије мјесто као истраживач у Кембриџу почео је да врши основна и примијењена неурофизиолошка истраживања у болницама. Радио је у Лондону од 1935. до 1939. а потом у Бурден неуролошком институту (Burden Neurological Institute) у Бристолу од 1939. до 1970. Бавио се истраживањима и за вријеме посјета САД, Совјетском Савезу и другим мјестима у Европи.
Женио се двапут и укупно је имао троје дјеце. По ријечима најстаријег сина, „био је политички љевичар, комунист прије Другог свјетског рата, и анархистички симпатизер послије њега“. Био је један од пионира на пољу роботике и кибернетике. 1970 је озлијеђен у аутомобилској несрећи од које се никад није потпуно опоравио. Умро је 1977.

## Мождани таласи
Као млад човјек Волтер је био импресиониран радом великог руског физиолога Ивана Павлова. Посјетио је и лабораторију Ханса Бергера, човјека који је изумио електроенцефалограф (ЕЕГ машину). Валтер је знатно побољшао машину и начинио је практично употребљивом, што је омогућило откривање разних типова можданих таласа.
Током 1930-их година Волтер је направио низ фундаменталних открића користећи своју ЕЕГ машину на институту Бурден у Бристолу. Триангулацијом је утврдио позицију извора алфа таласа у мозгу, пронашао методу позиционирања тумора или лезија, и конструисао прву ЕЕГ топографску машину.
Током рата је радио на усавршавању радара и вођених ракета, што је можда утицало на његову хипотезу скенирања као основног начина рада мозга.
Током 1960-их Валтер је открио и ЦНВ ефект (contingent negative variation) познат и као потенцијал спремности (readiness potential). Код овог феномена долази до електричне активности у мозгу пола секунде прије него је особа свјесна покрета који ће да изведе. Ово откриће доводи у сумњу и сам концепт свијести и слободне воље.
Валтер је познат и по експериментима са стробоскопским свјетлом фреквенције око 18 Херца, које је узроковало напад епилепсије код томе склоних људи и врло необичне појаве код осталих испитаних.

## Роботи
Најпознатији рад Греја Волтера је конструкција једног од првих аутономних робота, корњача (turtles, tortoises) како их је звао због облика. Он је желио да покаже да за сложене психофизичке реакције није потребан велики број можданих ћелија, већ само велики број можданих веза између њих, које обезбјеђују пластицитет. У сврху провјере те тврдње направио је роботе Елмер и Елзи (Elmer, Elsie) 1948. и 1949.
Сваки је имао само 2 електронске цијеви (које су представљале мождане ћелије), повезане са отпорницима, кондензаторима и другим пасивним електронским компонентама у склоп промјењиве позитивне повратне везе. Ови роботи су дјеловањем успјели да опонашају неке једноставне животиње и били су способни за кретање. Сензори су били само прекидач повезан са оклопом „корњаче“ и једна фото-ћелија. За покретање су кориштена 2 електромотора.
Роботи и уређаји које је послије направио су били способни да науче једноставне везе узрок-посљедица, исто као што жива бића уче путем Павловљевог кондиционирања. Неке машине је изложио на Британском фестивалу 1951.
Валтер је наглашавао употребу обичне аналогне електронике при симулацији мозговних процеса у вријеме кад су се други стручњаци као Алан Тјуринг и Џон фон Нојман окретали дигиталној технологији. Волтеров рад је инспирисао каснију генерацију истраживача као што су Родни Брукс, Ханс Моравец и Марк Тилден. БЕАМ роботика (BEAM robotics) је наставак Волтерових идеја, гдје се уз помоћ малог броја аналогних компоненти симулира једноставан биолошки организам.
Било је доста покушаја изградње реплика Волтерових корњача, неке се могу видјети у музејима у САД и Великој Британији.

## Књиге и важнији чланци
- The Living Brain, [1953], Penguin, London, 1967
- An Electromechanical Animal, Dialectica (1950) Vol. 4: 42—49
- „An imitation of life”. Scientific American. 182 (5): 42. 1950.—45
- „A machine that learns”. Scientific American. 185 (2): 60. 1951.—63
- The Living Brain, New York (1953)
- Contingent negative variation: An electrical sign of sensorimotor association and expectancy in the human brain, Nature (1964) 203: 380-384
- Grey Walter: The Pioneer of Real Artificial Life. Cambridge: MIT Press. 1997. стр. 34—44. ISBN 978-0-262-62111-3.. Holland, Owen E., Proceedings of the 5th International Workshop on Artificial Life, Christoper Langton Editor.
- Walter's world, New Scientist, 25/7/98.
- The Tortoise and the Love Machine': Grey Walter and the Politics of Electro-encephalography', Hayward, Rhodri, Science in Context (2001) 14.4. pp. 615-42
- "The Curve of the Snowflake," Norton, 1956. објављено и као "Further Outlook", London: Duckworth, 1956. новела о парадоксима и Коховој пахуљи.
- Chapel of Extreme Experience: A Short History of Stroboscopic Light and the Dream Machine, New York: Soft Skull Press (2003)